# 오케이! 마담
《오케이! 마담》은 2020년에 개봉한 이철하 감독의 영화이다.

## 줄거리
꽈배기 맛집 사장 '미영'과 컴퓨터 수리 전문가 '석환' 부부가 생애 첫 가족여행 중에 벌어진 하이재킹에서 가족을 구하기 위해 벌이는 유쾌한 액션 코미디 실화 영화이다.

## 캐스팅
- 엄정화 : 최귀순/이미영 역
- 박성웅 : 오석환 역
- 정수빈 : 오나리 역
- 이상윤 : 리철승 역
- 이선빈 : 안세라 역
- 배정남 : 정현민 역
- 유하준 : 김하림 역
- 박지일 : 북극성 역
- 최진호 : 국정원장 역
- 김법래 : 박중장 역
- 주석태 : 신차장 역
- 김병옥 : 장필준 의원 역
- 김혜은 : 사무장 역
- 전수경 : 시어머니 역
- 박소리 : 며느리 역
- 임현성 : 영화감독 역
- 이시원 : 신혼아내 역
- 송치훈 : 신혼남편 역
- 이정현 : 켄 역
- 윤병희 : 북한조원 1 역
- 곽진석 : 북한조원 2 역
- 김한종 : 북한조원 3 역
- 박태산 : 북한조원 4 역
- 진모 : 북한조원 5 역
- 김규백 : 북한조원 6 역
- 강민순 : 긴머리 남 역
- 김성종 : 하림 부하 1 역
- 주창욱 : 하림 부하 2 역
- 김미화 : 좌판상인 역
- 류혜린 : 지상직원 역
- 배소영 : 승무원 1 역
- 이유안 : 승무원 2 역
- 천지유 : 승무원 3 역
- 배진아 : 승무원 4 역
- 이가경 : 승무원 5 역
- 김대우 : 보좌관 역
- 박종환 : 부기장 역
- 곽민석 : 청와대 비서관 역
- 윤지온 : 대학생 손님 역
- 양현민 : 국정원 요원 1 역
- 정재민 : 국정원 요원 2 역
- 어성욱 : 국정원 요원 3 역
- 허승 : 기무사요원 1 / 북한 지휘관 목소리 역
- 이재혁 : 기무사요원 2 역
- 노승윤 : 기무사요원 3 역
- 전현숙 : 국밥집 상인 역
- 김인숙 : 과일가게 상인 역
- 정미경 : 채소가게 상인 역
- 김민체 : 좌판가게 손님 1 역
- 고봉주 : 꽈배기가게 손님 1 역
- 류대식 : 꽈배기가게 손님 2 역
- 최영도 : 양아치 1 역
- 윤대열 : 양아치 2 역
- 이명로 : 양아치 3 역
- 조성희 : 에어하와이 홍보팀 직원 역
- 유수정 : 마스크팩 신혼녀 역
- 우연화 : 신혼녀 1 역
- 배기림 : 신혼녀 2 역
- 홍기주 : 신혼녀 3 역
- 오시은 : 신혼녀 4 역
- 민채은 : 신혼녀 5 역
- 김태린 : 신혼남 1 역
- 전운종 : 신혼남 2 역
- 윤동주 : 신혼남 3 역
- 우시헌 : 신혼남 4 역
- 이태준 : 신혼남 5 역
- 김태응 : 신혼남 6 역
- 김진혁 : 가족 1 역
- 김미라 : 가족 2 역
- 유준혁 : 가족 3 역
- 나종기 : 노부부 1 역
- 조은혜 : 노부부 2 역
- 김수호 : 긴장남(김남길) 대역
- 이찬희 : 화장실 승객 역
- 아르겐티나 살라스 : 외국인 탑승객 1 역
- 마틴 벌메우렌 : 외국인 탑승객 2 역
- 필립 마이클 말론 : 외국인 탑승객 3 역
- 황재필 : 몽골 경호원 1 역
- 이종청 : 몽골 경호원 2 역
- 박경관 : 몽골 경호원 3 역
- 정우영 : 몽골 경호원 4 역
- 김도아 : 공항 승무원 1 역
- 한아름 : 공항 승무원 2 역
- 강병욱 ; 의사 역
- 윤소담 : 에어하와이 직원 1 역
- 한희림 : 에어하와이 직원 2 역
- 고재운 : 에어하와이 임원 역
- 연보라 : 북한앵커 목소리 역
- 채하나 : 영어대사 목소리 1 역
- 이승주 : 영어대사 목소리 2 역
- 이승윤 : 영어대사 목소리 3 역
- 김규백 : 몽골어 목소리 역
- 김수호 : 몽골어 목소리 역
- 김남길 : 긴장남 역 (우정출연)
- 정만식 : 기장 역 (특별출연)
- 김종수 : 최영철 역 (특별출연)

## 촬영
2019년 2월 8일에 크랭크인 한 후 2019년 5월 6일에 크랭크업 했다.

## 같이 보기
- 2020년 대한민국의 영화 목록